# Râul Firtuș
Râul Firtuș este un curs de apă, afluent al râului Cușmed. 

## Hărți
- Harta județului Harghita
- Harta județului Mureș